# Челопеч
Челопеч (болг. Челопеч) — село в Болгарии. Находится в Софийской области, единственный населённый пункт общины Челопеч. Население составляет 1750 человек (2022).
Кмет (мэр) общины Челопеч — Алекси Иванов Кесяков (инициативный комитет), назначенный по
результатам выборов 2007 года в правление общины.

## География
Село Челопеч расположено в горной местности. Община включает всего один населённый пункт — село Челопеч.
Село расположено на южном склоне Балканских гор на главной дороге от столицы София
до Бургаса.
Село граничит с городом Златица, селом Чавдар, селом Мирнов и городом Етрополе.
Через село проходит железная дорога София—Бургас.

## История
История села восходит к античности, что подтверждают обнаруженные археологические находки, Гинова могила, Градище и др. Имя деревни впервые упоминается в сохранившихся в Турции документах, которые датируются 1430 годом. Село было объявлено независимым муниципалитетом 15 августа 1991 года.

## Достопримечательности, памятные места
В селе Челопеч существует церковь Святого Николая Чудотворца, которая была построена в 1835 году. В ней сохранились ценные церковно славянские книги.
. Мемориальная доска о боевых действиях у села Челопеч во время русско-турецкой войны 1877—1878 годов и о замёрзших 1039 русских солдатах.

## Промышленность
Добыча меди является основной структурой местной промышленности. Челопеч является крупнейшим и богатейшим месторождением медно-золотого пирита в Европе.

## Праздники

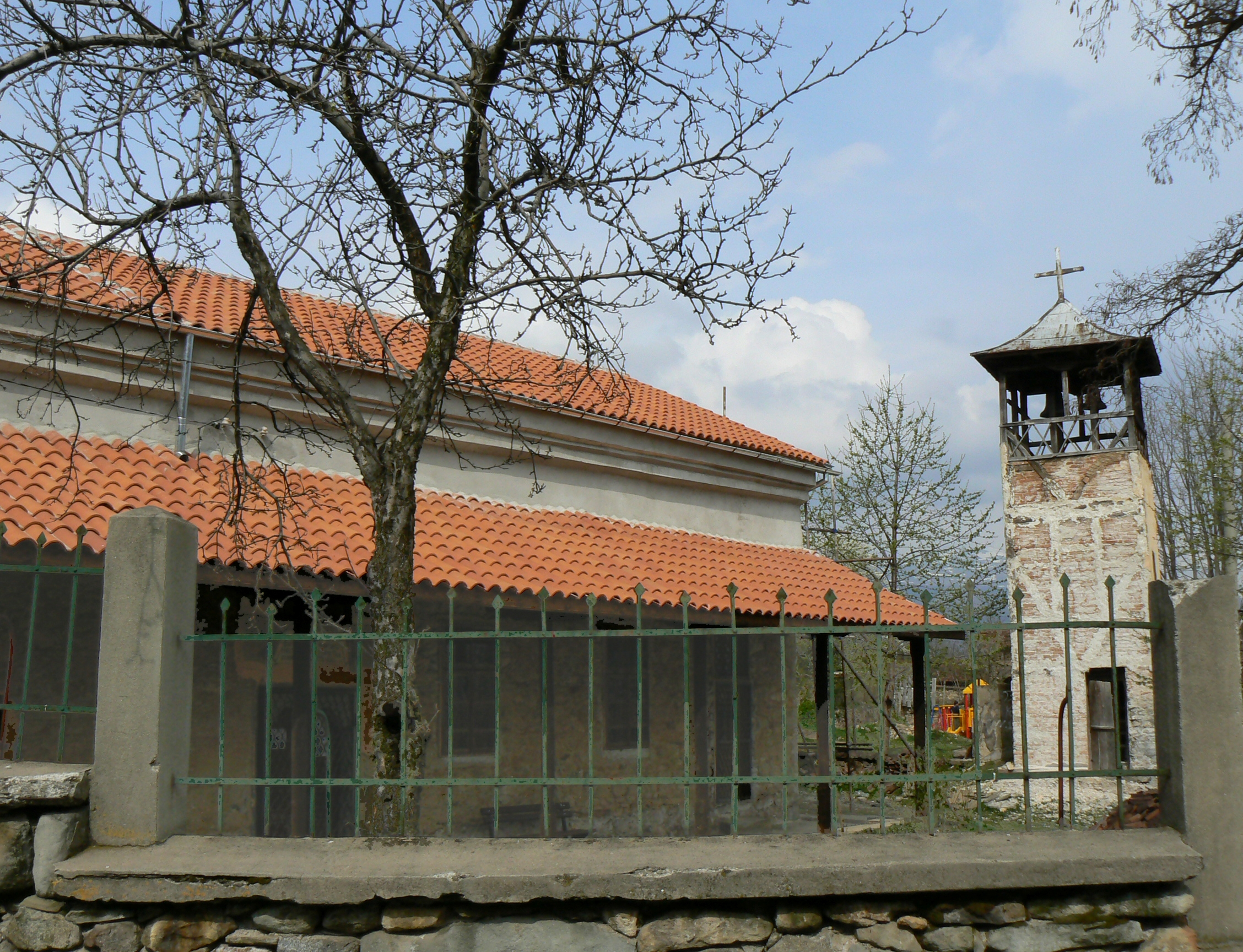
Церковь

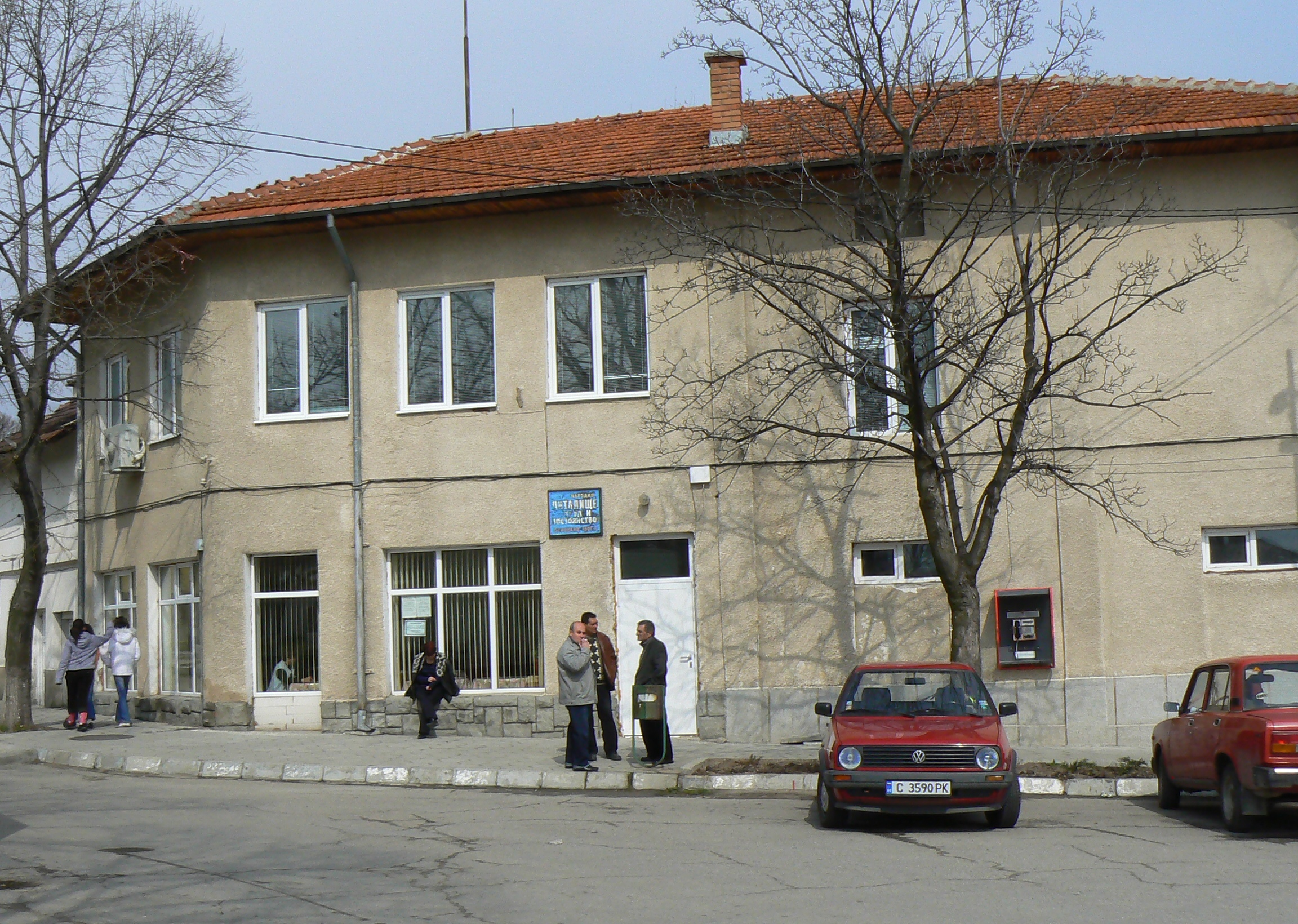
Читалиште «Труд и постоянство»

- Сирница